# Veltliner
Veltliner ist eine Sammelbezeichnung mehrerer, nicht näher verwandter Weißweinsorten. Sie sind vor allem in Österreich und den angrenzenden Ländern verbreitet. Am bekanntesten ist der  Grüne Veltliner, des Weiteren gibt es den Roten und  Frühroten Veltliner, der in Österreich auch als Malvasier bezeichnet wird.
Außerdem gibt es ältere, qualitativ eher mindere Sorten, die ebenfalls als Veltliner bezeichnet wurden.